# Oberstgruppenführer

Oberstgruppenführer byla v období od roku 1942 do roku 1945 druhá nejvyšší hodnost příslušníků SS. Hodnost Oberstgruppenführer byla považována za ekvivalent generálplukovníka (Generaloberst) ve Wehrmachtu.
Tato hodnost byla vytvořena roku 1942 a v období její tříleté existence ji měli čtyři lidé, z nichž ovšem jen dva veleli Waffen-SS.
Hodnost Oberstgruppenführer byla původně zamýšlena jako hodnost Waffen-SS, se záměrem, aby její nositel byl velitelem některé obrněné armády. Generální štáb Wehrmachtu však brzdil vytvoření této hodnosti, z obavy, že by některý z generálů SS měl získat tak velikou vojenskou moc. Na jaře roku 1942 došlo ke dvěma prvním povýšením do této hodnosti a to na osobní příkaz Adolfa Hitlera. Šlo tedy o politická jmenování do hodnosti, přičemž povýšený Kurt Daluege byl současně povýšen i do hodnosti generálplukovníka policie (Generaloberst der Polizei). Druhým povýšeným byl Franz Xaver Schwarz, pokladník NSDAP a šéf Reichszeugmeisterei.

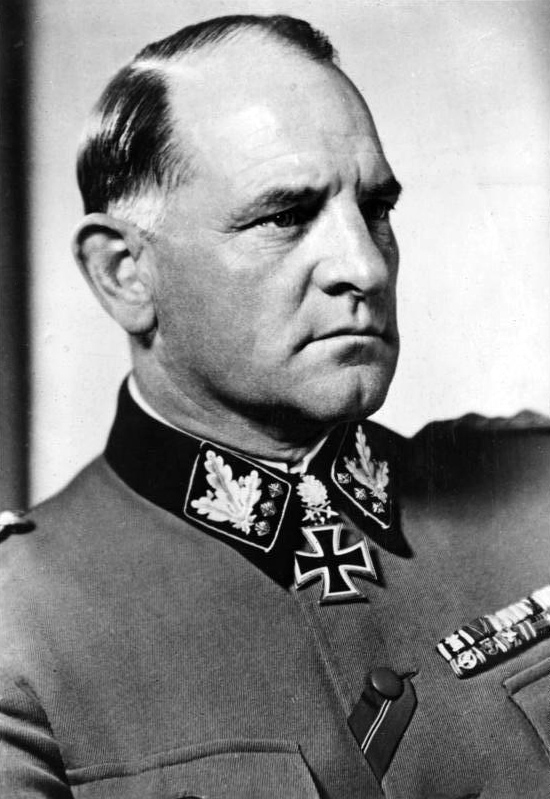
Josef "Sepp" Dietrich, SS-Oberst-Gruppenführer a Generálplukovník Waffen-SS

Poslední dvě povýšení do hodnosti Oberstgruppenführera se uskutečnila roku 1944, a to u generálů Waffen-SS: Josef Dietrich velel první obrněné divizi SS a prvnímu obrněnému sboru a měl velet šesté obrněné armádě v bitvě o ardennský výběžek. Paul Hausser velel druhé obrněné divizi SS, druhému obrněnému sboru a sedmé armádě a měl velet Skupině armád G. Insignie Oberstgruppenführera byly nošeny buďto na šedé polní uniformě Waffen-SS nebo na služební uniformě SS nebo na policejní uniformě (v případě Kurta Daluege). Nejsou žádné fotografické záznamy, že by insignie byly nošeny na černé slavnostní uniformě.
Hodnost Oberstgruppenführer získali:
- Kurt Daluege, 20. dubna 1942 (a současně povýšen do hodnosti Generaloberst der Polizei)
- Franz Xaver Schwarz, 20. dubna 1942 (Ehrenführer, čestný vůdce)
- Sepp Dietrich, 20. dubna 1944 (a současně Panzer-Generaloberst der Waffen-SS)
- Paul Hausser, 1. srpna 1944 (a Generaloberst der Waffen-SS)

Roku 1944 Heinrich Himmler nabídl Albertu Speerovi čestnou hodnost Oberstgruppenführera. Speer to odmítl, neboť si nepřál být, byť jen formálně, Himmlerovi podřízen. Hermannu Göringovi byla také nabídnuta tato hodnost v roce 1945, ale ten také odmítl, z důvodů antipatií k Himmlerovi. Himmlerův následník, Karl Hanke nikdy neměl hodnost Oberstgruppenführera, ale byl do hodnosti Reichsführera-SS povýšen z nižší hodnosti Obergruppenführera.
Získání hodnosti Oberstgruppenführer bylo obvykle doplněno hodností generála policie či Waffen-SS. Franz Xaver Schwarz, který měl čestnou hodnost Ehrenführer, byl tedy jediný Oberstgruppenführer, který nebyl současně generálem policie či Waffen-SS.
Hodnost Oberstgruppenführer se také objevila v literárních a filmových fikcích. Například v románu Fatherland spisovatele Roberta Harrise, jehož děj byl umístěn do šedesátých let 20. století v paralelních dějinách, ve kterých Německo vyhrálo druhou světovou válku. V románu, Arthur Nebe se objeví v hodnosti SS-Oberstgruppenführera po dobu své služby v roli velitele kriminální policie. Insignie Oberstgruppenführera jsou použity u postavy diktátora-krále ve filmové adaptaci hry Richard III, ztvárněné Ianem McKellenem, umístěné do Velké Británie třicátých let 20. století.